# Tamaricaceae
Le Tamaricacee (Tamaricaceae Link, 1821) sono una famiglia di piante floreali che comprende 4 generi.

## Descrizione
Le Tamaricacee sono piccoli alberi o arbusti, più spesso piante erbacee.
Le foglie sono generalmente di aspetto scaglioso, misurano in lunghezza 1–5 mm, si sovrappongono tra di loro lungo il fusto e, in alcune specie, sono incrostate da secrezioni saline.
I fiori sono piccoli e regolarmente disposte in spighe.

## Distribuzione e habitat
La famiglia è presente nelle aree aride o sabbiose delle regioni temperate e sub-tropicali (in particolare steppe, deserti e coste sabbiose) di Europa, Asia e Africa. Molte piante crescono su suoli salini, tollerando fino a 15 000 ppm di cloruro di sodio solubile e anche condizioni alcaline.

## Tassonomia
Il sistema Cronquist assegna la famiglia all'ordine Violales, mentre la moderna classificazione APG la include nell'ordine Caryophyllales.
La famiglia comprende 4 generi:
- Myricaria Desv.
- Myrtama Ovcz. & Kinzik.
- Reaumuria L.
- Tamarix L.

Il genere Hololachna è stato posto in sinonimia con Myricaria.